# Eurhadina vittata
Eurhadina vittata är en insektsart som beskrevs av M. Firoz Ahmed 1969. Eurhadina vittata ingår i släktet Eurhadina och familjen dvärgstritar. Inga underarter finns listade i Catalogue of Life.